# Мітчелл Генрі
Мітчелл Генрі (англ. Mitchell Henry; 1826 — 22 листопада 1910) — англо-ірландський лікар, бізнесмен та політик, відомий своєю діяльністю у сферах медицини, підприємництва та політики в Ірландії. Він також став відомим завдяки побудові замку Кайлмор та його діяльності у сфері сільськогосподарських реформ.

## Біографія

Мітчел Генрі народився у 1826 році в Манчестері, Англія, в родині багатих текстильних промисловців. Він здобув освіту в Лондонському університеті, де здобув медичний ступінь. Після закінчення навчання Генрі працював хірургом у Лондоні.

### Кар'єра

#### Лікарська діяльність
Після здобуття медичної освіти, Генрі розпочав кар'єру хірурга в Лондоні. Його професійні навички та відданість справі швидко здобули йому повагу в медичних колах.

#### Бізнес
Після смерті батька в 1862 році Генрі успадкував значний статок, що дозволило йому відійти від медицини та зайнятися бізнесом і політикою. Він інвестував у різні підприємства, включаючи текстильну промисловість та сільське господарство в Ірландії.

#### Політика
Генрі був обраний до Палати громад Великої Британії як представник округу Голвей (Голвей Західний) у 1871 році і займав цей пост до 1885 року. Він був прихильником ірландських сільськогосподарських реформ та працював над покращенням умов життя ірландських фермерів.

#### Замок Кайлмор
Одним із найвідоміших проєктів Генрі є будівництво замку Кайлмор (Kylemore Castle) в Коннемарі, Ірландія. Будівництво замку було розпочато у 1867 році як подарунок його дружині Маргарет Вонгент Генрі. Після трагічної смерті Маргарет у 1875 році замок став для Генрі місцем пам'яті. Замок та прилеглі сади були розкішно оформлені та залишаються популярною туристичною визначною пам'яткою до сьогодні.

#### Особисте життя
Мітчел Генрі був одружений на Маргарет Вонгент Генрі, з якою у нього було дев'ять дітей. Після смерті Маргарет у 1875 році, він продовжував жити в замку Кайлмор до своєї смерті у 1910 році.

#### Спадщина
Мітчел Генрі залишив значний слід в історії Ірландії завдяки своїм зусиллям у сфері сільськогосподарських реформ та будівництву замку Кайлмор. Його діяльність мала великий вплив на життя ірландських фермерів та розвиток регіону Коннемара.